# Литовский музей театра, музыки и кино
Лито́вский музе́й теа́тра, му́зыки и кино́ (Музей театра, музыки и кино Литвы, лит. Lietuvos teatro, muzikos ir kino muziejus) — культурно-просветительское учреждение Литвы, собирающее, хранящее, изучающее, реставрирующее и популяризирующее творчество литовских деятелей театра, музыки и кино. Музей находится в Вильнюсе на улице Вильняус 41 (Vilniaus g. 41) в здании Малого дворца Радзивиллов. Учредителем музея является Министерство культуры Литвы.

## История

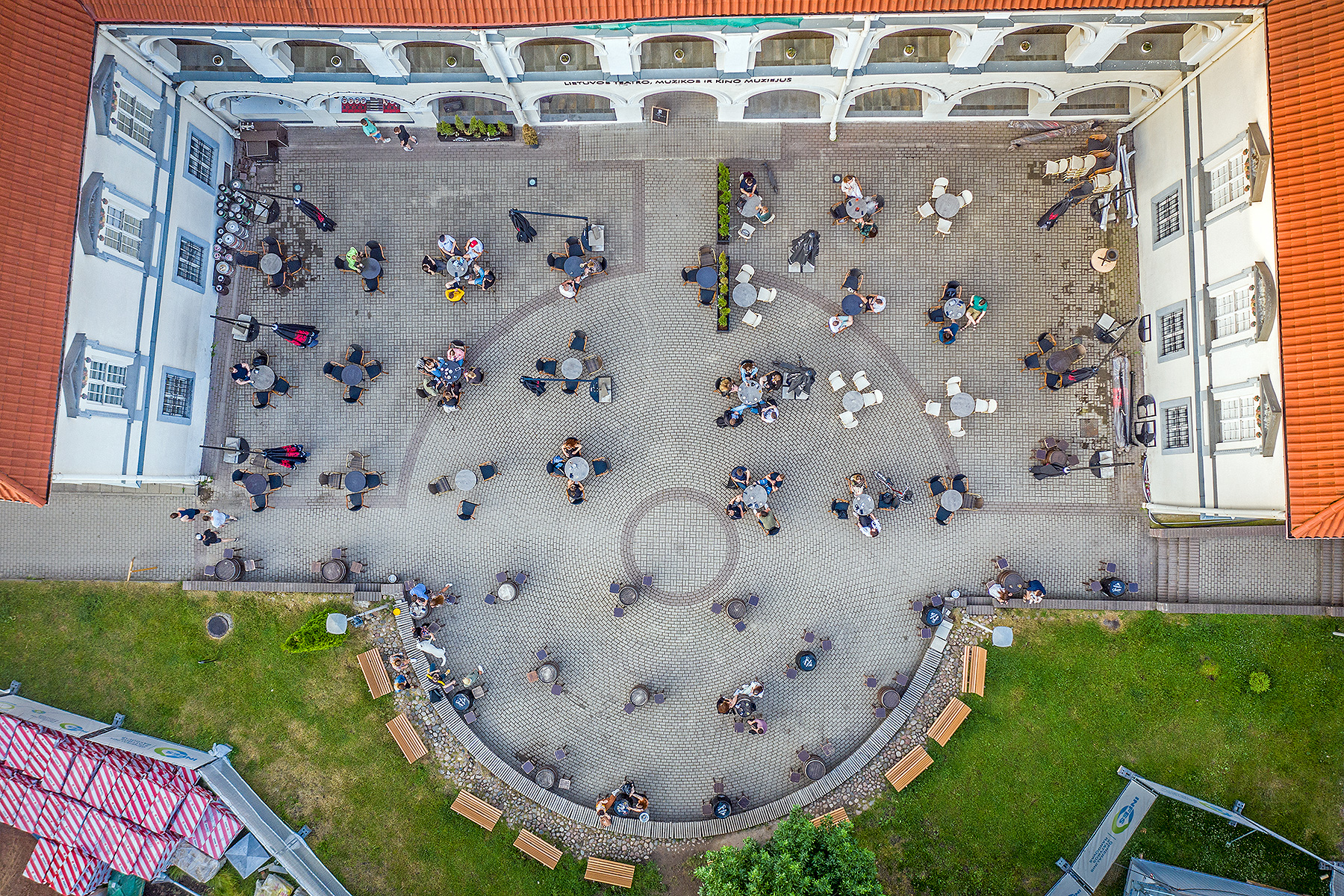
Двор Музея

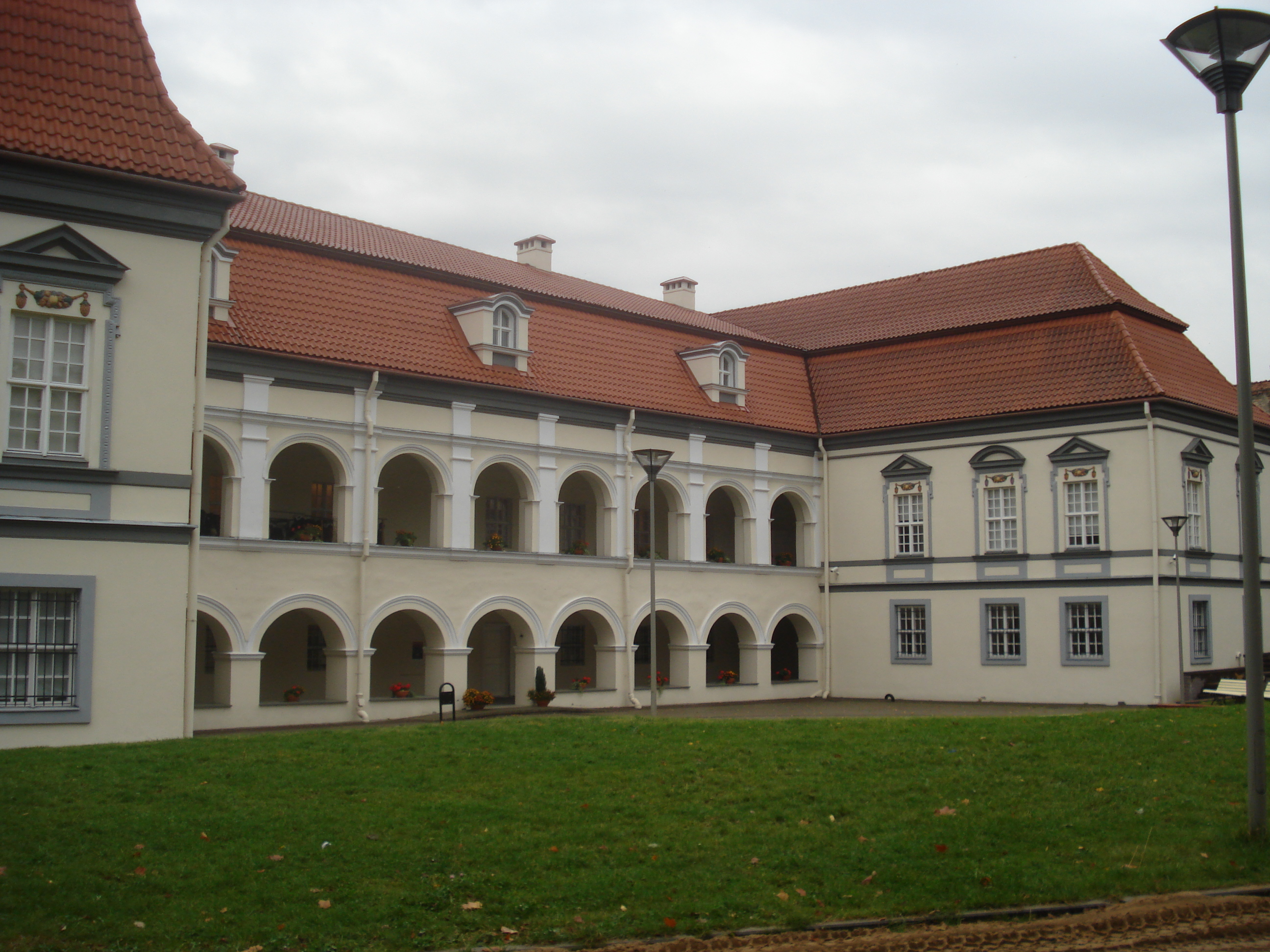
Двор Музея театра, музыки и кино

Музей театра, музыки и кино считается преемником основанного в Каунасе в 1926 году по инициативе Балиса Сруоги и Винцаса Кресе музея театрального семинара Литовского университета (в 1936—1944 годах музей Государственного театра). Во время Второй мировой войны деятельность музея прервалась, многие экспонаты погибли.
В 1957—1964 годах действовал музей Литовского театрального общества. В 1964 году открылся филиал Литовского художественного музея — Музей театра и музыки. Он работал до 1992 года в здании дворца Умястовских на улице Траку (Trakų g. 2), где в 1965 году была открыта первая выставка.
В 1992 году подразделение Литовского художественного музея стало самостоятельным Музеем театра, музыки и кино (директор музыковед Йонас Бруверис, с 1997 года — театровед Александрас Гуобис, с 2002 года — Регина Лопене).
В 1996 году музею была передана библиотека Литовского союза театра, накопленная в 1954—1992 годах (около 15 тысяч книг, преимущественно на русском языке, — драматургия, книги и периодические издания по театру, музыке, кино, искусству. В 1996 году музей перешёл в отреставрированный Малый дворец Радзивиллов на улице Вильняус, где в 1795—1810 годах действовал публичный городской театр Вильно (здание является объектом культурного наследия национального значения; код в Регистре культурных ценностей Литовской Республики 644). В 2000 году была открыта постоянная экспозиция.

## Коллекции и отделы

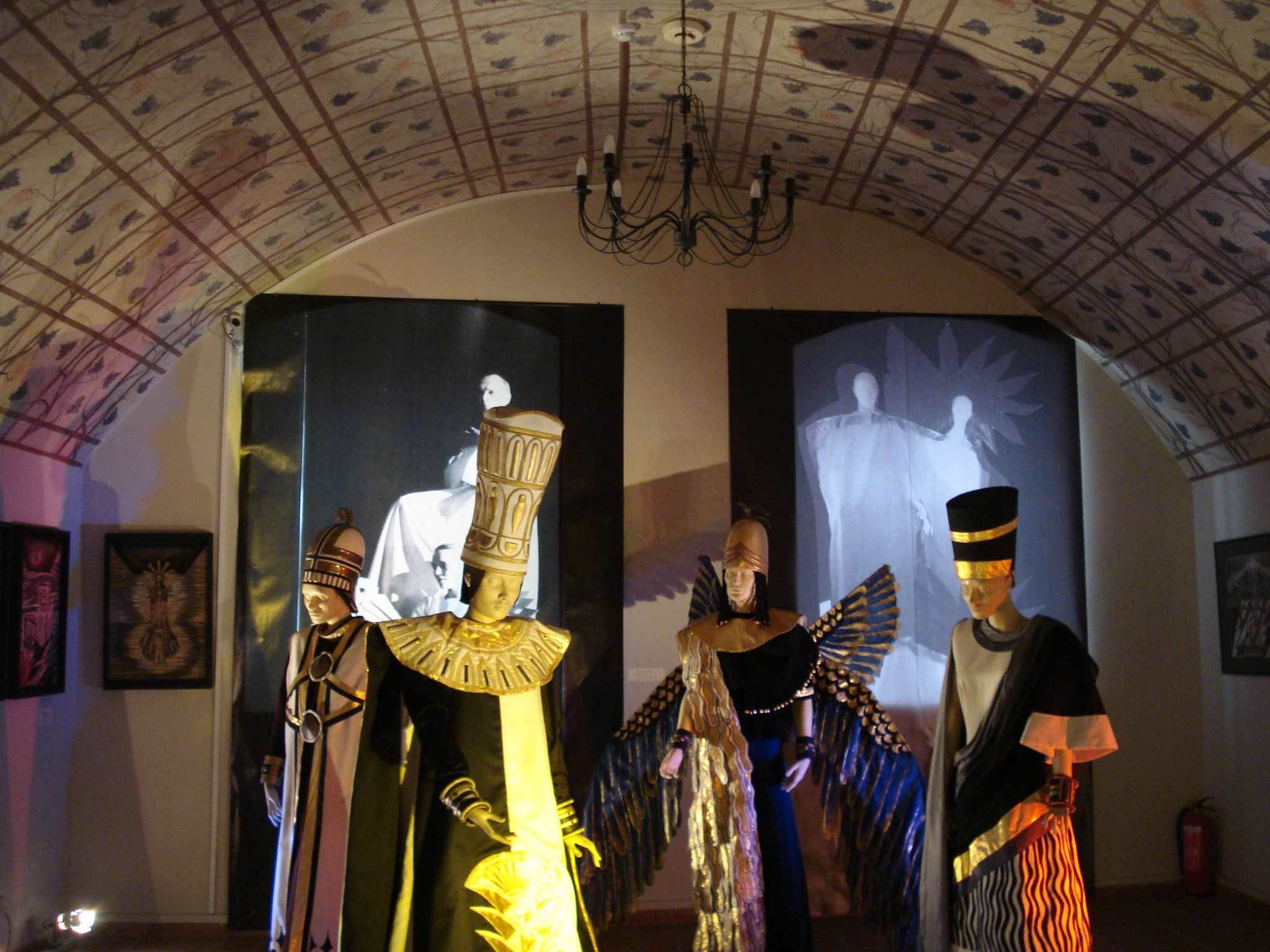
Выставка театральных костюмов

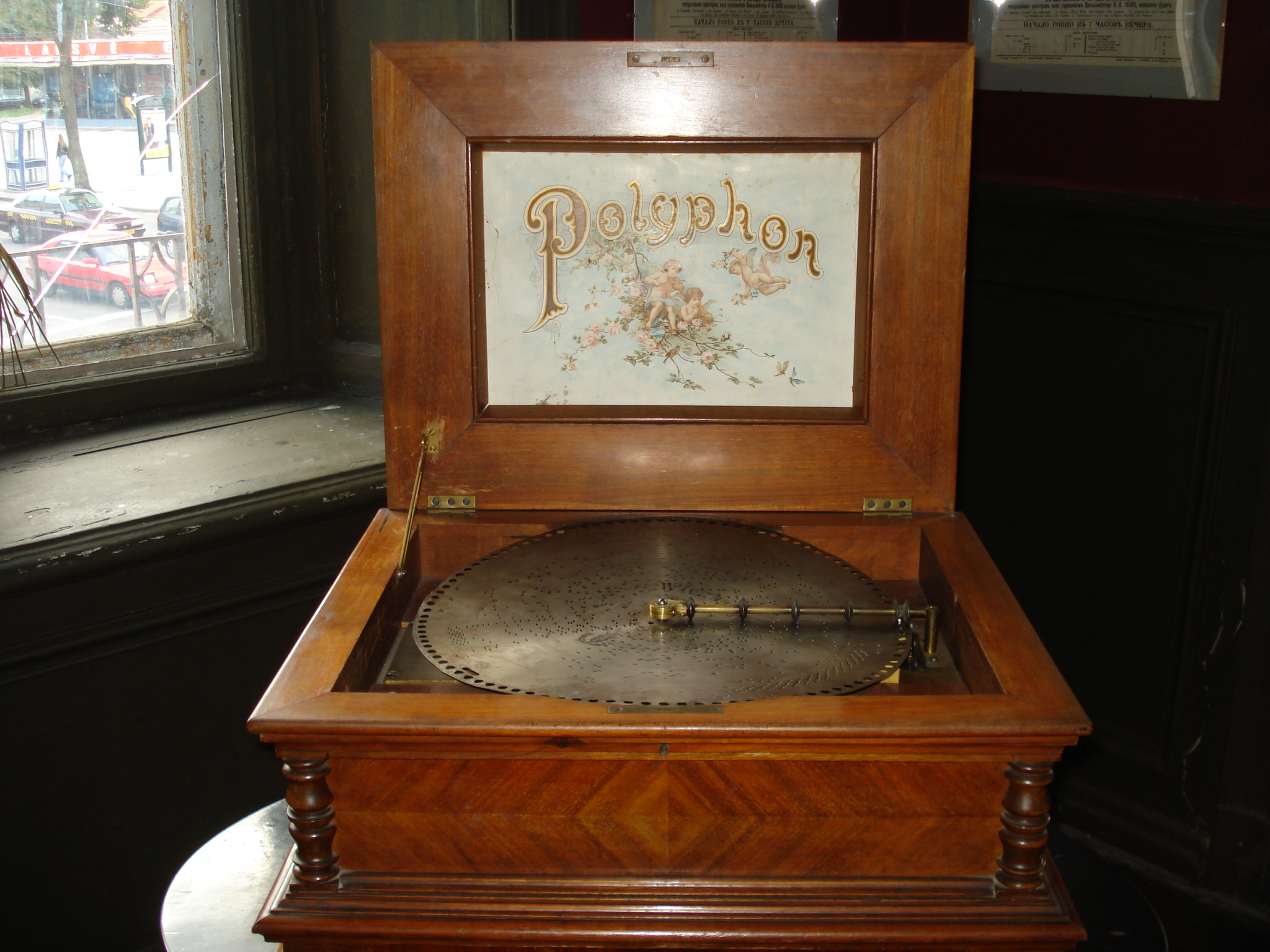
Полифон из коллекции Литовского музея театра, музыки и кино. 2008

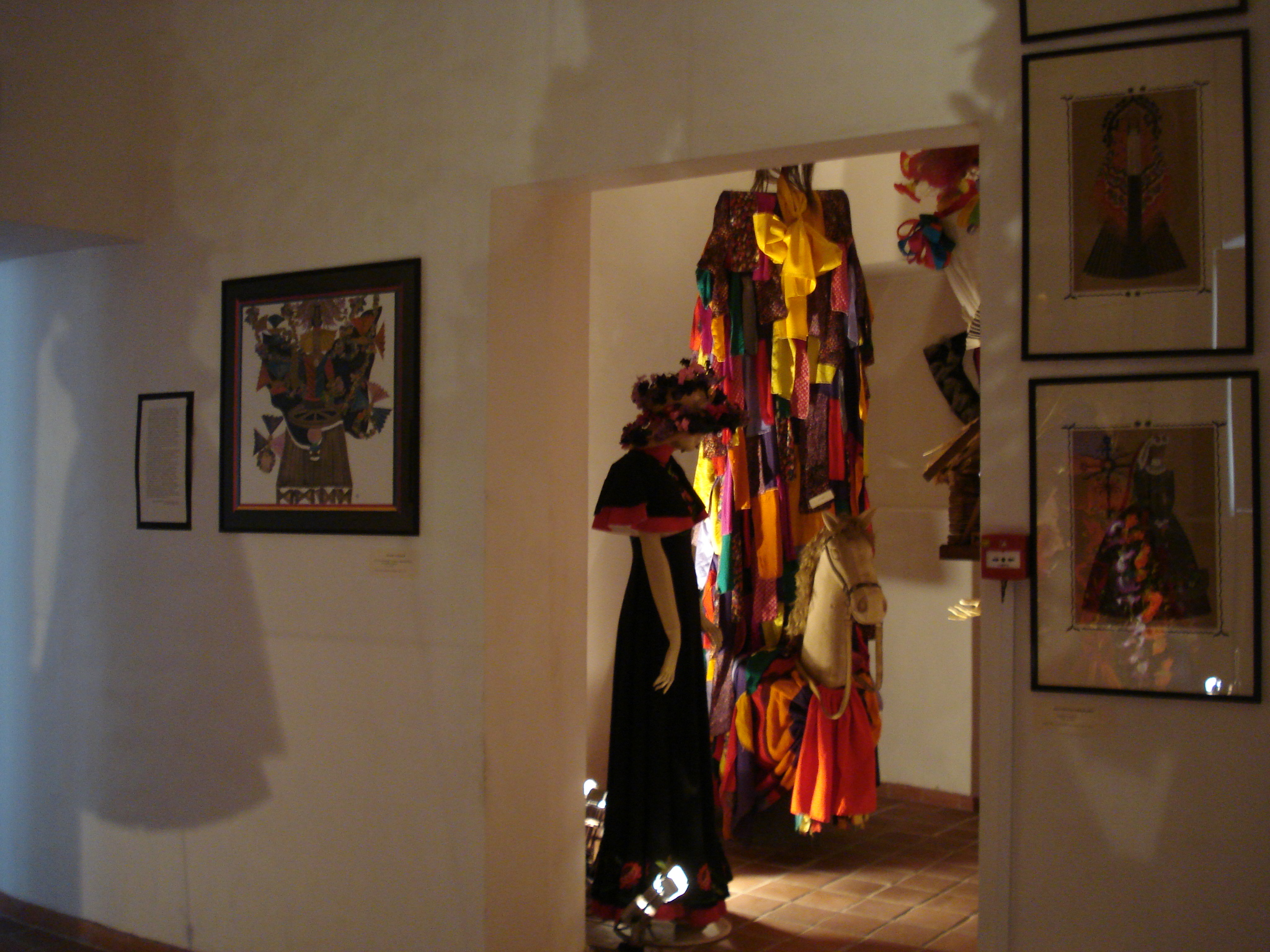
Фрагмент выставки театральных костюмов

Коллекции музея включают различные экспонаты, отражающие театр, музыку и кино Литвы и зарубежных литовцев: фотографии, музыкальные инструменты, кинотехника, видеозаписи, звукозаписи, театральные костюмы, мемориальные предметы, анимационные рисунки, театральные куклы, эскизы декораций и костюмов, документация, плакаты и афиши, награды, рукописи, письма.
Большую часть собрания музея составляют экспонаты, накопленные отделом театра: архивные материалы разных театральных эпох, личные коллекции театрального деятеля Юозаса Вайчкуса, актёра Константинаса Глинскиса, режиссёра и актёра Борисаса Даугуветиса, актёра Пятраса Кубертавичюса, режиссёра Антанаса Суткуса, Андрюса Олеки-Жилинскаса, афиши Виленского театра 1811—1898 годов.
Коллекция отдела музыки состоит из музыкальных инструментов XVIII—XX веков, фонотек, личных коллекций композиторов Юозаса Науялиса, Александраса Качанаускаса, Йонаса Бендорюса, Юозаса Пакальниса, Константинаса Галкаускаса, Кипраса Петраускаса, Ядвиги Йовайшайте-Олекене, Антанаса Зауки, Юозаса Грибаускаса и собраний различных музыкальных коллективов — музыкальных театров, обществ, учебных заведений. Имеются также материалы о Фёдоре Шаляпине.
Коллекция музыкальных инструментов включает народные музыкальные духовые инструменты, гусли, изготовленные местными мастерами, скрипки, цимбалы, гармоники, концертино, механические музыкальные инструменты (предшественники патефонов полифоны, симфонионы, пианолы), большинство которых изготовлено самой известной фирмой Ю. Г. Циммермана. Особую ценность представляют мемориальные инструменты: фортепиано композитора и дирижёра Юозаса Таллат-Кялпши, пианино, на котором играл Микалоюс Константинас Чюрлёнис, флейта композитора и дирижёра Юозаса Пакальниса и тому подобные инструменты. Среди них фортепиано, изготовленное около 1830 года, на котором, по утверждению современников, играла возлюбленная Адама Мицкевича Марыля Верещак.
Наиболее значительную и крупную часть экспонатов отдела изобразительного искусства образует эскизы декораций, костюмов и технических чертежей, макеты декораций, костюмы персонажей, аксессуары реквизита и бутафории, выполненные Владасом Диджёкасом, Владимиром Дубенецким, Адомасом Гальдикасом, Адомасом Варнасом, Мстиславом Добужинским, Людасом Труйкисом и другими известными художниками театра. Имеются также коллекция живописных, скульптурных, графических портретов и экслибрисов, мемориальные предметы, принадлежавшие известным деятелем театра и музыки, в том числе картины, скульптуры, мебель, подсвечники.
Отдел кино был создан в 1992 году, когда музей стал самостоятельным. Собрание музея содержит фотографии, афиши, рекламные материалы кино- и телевизионных художественных фильмов, коллекцию кинокамер и другой кинотехники, видео- и аудиозаписи.
В музее имеются также отдел учёта и хранения экспонатов и библиотека музейных фондов. В библиотеке музея собрано свыше 24 тысяч книг, периодических и иных изданий на литовском и иностранных языках XIX—XX веков. Среди них произведения художественной литературы с автографами авторов, ноты, машинописные режиссёрские тексты пьес, книги по театру, музыке, танцам, кино, драматургии. Наиболее ценной частью библиотеки музея являются личные библиотеки театроведа Витаутаса Макниса, композитора Юозаса Камайтиса и актрисы Уне Бабицкайте. Представляют ценность также личные книжные фонды режиссёров Ромуалдаса Юкнявичюса, Антанаса Суткуса, Константинаса Глинского, Юргиса Петраускаса, Альфонсаса Зауки, Юозаса Грибаускаса, актёров Оны Римайте, Стасиса Петрайтиса, Юозаса Рудзинскаса, балерин Ольги Дубенецкене-Калпокене, Ядвиги Йовайшайте-Олекене, Марии Юозапайтите, композиторов Юозаса Науялиса и Александраса Качанаускаса.